# Microrégion d'Itaberaba
 (février 2025).
Si vous disposez d'ouvrages ou d'articles de référence ou si vous connaissez des sites web de qualité traitant du thème abordé ici, merci de compléter l'article en donnant les références utiles à sa vérifiabilité et en les liant à la section « Notes et références ».
La microrégion d'Itaberaba est l'une des cinq microrégions qui subdivisent le centre-nord de l'État de Bahia au Brésil.
Elle comporte 12 municipalités qui regroupaient 246 272 habitants en 2006 pour une superficie totale de 16 682 km2.

## Municipalités[1]
- Baixa Grande
- Boa Vista do Tupim
- Iaçu
- Ibiquera
- Itaberaba
- Lajedinho
- Macajuba
- Mairi
- Mundo Novo
- Ruy Barbosa
- Tapiramutá
- Várzea da Roça